# Urbina (Carchi)
Urbina ist eine Ortschaft und eine Parroquia rural („ländliches Kirchspiel“) im Kanton Tulcán der ecuadorianischen Provinz Carchi. Verwaltungszentrum ist Urbina, auch als El Morro bekannt. Die Parroquia besitzt eine Fläche von 47,4 km². Die Einwohnerzahl lag im Jahr 2010 bei 2204. Um das Jahr 2020 lebten 2267 Einwohner in der Parroquia, darunter 255 im Hauptort.

## Lage
Die Parroquia Urbina liegt in den Anden im äußersten Norden von Ecuador an der kolumbianischen Grenze. Das Gebiet liegt in Höhen zwischen 2760 m und 3005 m. Der Río Tajamar, ein rechter Nebenfluss des Río Guáitara, fließt entlang der westlichen und nördlichen Verwaltungsgrenze nach Norden und Nordosten.
Der etwa 2920 m hoch gelegene Hauptort liegt 4 km östlich der Provinzhauptstadt Tulcán. Dessen Flughafen liegt am Nordwestrand der Parroquia. Die Fernstraße E35 (Ibarra–Tulcán-kolumbianische Grenze) verläuft entlang der westlichen und nördlichen Verwaltungsgrenze.
Die Parroquia Urbina grenzt im Westen und im Norden an das Municipio von Tulcán, im Osten an Kolumbien sowie im Süden an die Parroquia Julio Andrade.

## Orte und Siedlungen
In der Parroquia gibt es neben dem Hauptort folgende Comunidades: Calle Larga, Chapués, El Capote, El Carrizal, La Palizada, Llano Grande, Pulcas und Taya.

## Geschichte
Anfangs gab es den Caserío El Morro. Die Parroquia Urbina im Jahr 1916 gegründet (Acuerdo Municipal vom 23. Februar, Registro Oficial N° 1077 mit Datierung vom 15. April sowie Bekanntmachung am 11. Juni). Benannt wurde sie zu Ehren von José María Urbina, 1852–1856 Präsident von Ecuador.